# Шкредов, Илья Дмитриевич
Илья́ Дми́триевич Шкре́дов (род. 17 июня 1980, Голицыно, СССР) — российский учёный-математик, специалист по теории чисел. Ведущий научный сотрудник Математического института им. Стеклова РАН, профессор МГУ. Доктор физико-математических наук, обладатель звания «профессор РАН»; в 2016 году избран членом-корреспондентом РАН по отделению математических наук.

## Биография
Родился в посёлке (ныне городе) Голицыно Московской области. После окончания девятого класса Кубинской средней школы № 2 перешёл в СУНЦ МГУ, а в 1997 году поступил на механико-математический факультет Московского государственного университета.
С 1999 года начал научно-исследовательскую работу под руководством Н. Г. Мощевитина, выбрав в качестве своей специализации теорию чисел. В 2002 году с отличием окончил МГУ. Тогда же был принят в аспирантуру мехмата, где в 2005 году защитил кандидатскую диссертацию «О некоторых задачах эргодической теории чисел». С 2006 года работает на кафедре теории динамических систем МГУ: до 2010 года — ассистентом, с 2010 года — доцентом, затем — профессором. В 2009 году защитил диссертацию на соискание учёной степени доктора физико-математических наук по теме «Комбинаторные свойства числовых множеств большой плотности и их приложения».
С 2010 года — ведущий научный сотрудник отдела теории чисел МИАН (Москва), работа в МГУ при этом стала совместительством. В 2016 году Шкредову присвоено почётное учёное звание профессора РАН, в октябре того же года он избран членом-корреспондентом академии. 
С 2023 года является стипендиатом Арнольда в Лондонском институте математических наук.

## Общественная позиция
В феврале 2022 года подписал открытое письмо российских учёных и научных журналистов с осуждением вторжения России на Украину и призывом вывести российские войска с украинской территории.

## Научная деятельность
Профессиональные интересы И. Д. Шкредова — комбинаторная и эргодическая теория чисел, а также аддитивная и арифметическая комбинаторика.
В своих научных трудах Шкредов:
- решил задачу Т. Гауэрса об уголках, то есть о двумерном обобщении теоремы Рота об арифметических прогрессиях (решение изложено в докторской диссертации);
- получил самый общий точный результат о строении множеств больших тригонометрических сумм[4];
- впервые предъявил конкретное алгебраическое уравнение с минимальным числом слагаемых, разрешимое для любых достаточно больших подмножеств конечного поля[5];
- разработал метод старших энергий, старших сумм и собственных значений соответствующих операторов, позволивший получить новые результаты в аддитивной комбинаторике (структурные теоремы, оценки энергий и сумм множеств комбинаторных семейств) и в теории чисел (оценка тригонометрической суммы Хейльбронна и результаты по распределению частных Ферма[6], оценки тригонометрических сумм по подгруппам[7]).
- получил, совместно с Т. Шоеном, первую точную оценку для плотности множества без решений аффинного линейного уравнения[8];
- совместно с С. В. Конягиным решил, с точностью до константы в степени логарифма, задачу Ж.-П. Кахана о количественной форме теоремы Берлинга-Хелсона[9];
- в 2016 году вместе с соавторами получил наилучшие тот момент результаты в вопросах сумм-произведений в вещественном поле и в конечных полях[10][11]. Оказалось, что для этих результатов можно найти приложения в криптографии[12], теоретической информатике, теории чисел и в области динамических систем.

## Педагогическая работа
В 2000-е годы читал студентам МГУ курс «Обыкновенные дифференциальные уравнения» и спецкурсы «Теорема Семереди и анализ Фурье», «Арифметические прогрессии». Преподавал в ряде других учебных заведений Москвы (Независимый университет, средние школы). Дважды, по одному семестру, приглашался для научных исследований в США: участвовал в работе научных школ «Арифметическая комбинаторика» (2007, Институт перспективных исследований, Принстонский университет) и «Динамические системы и аддитивная комбинаторика» (2008, Научно-исследовательский институт математических наук, Калифорнийский университет в Беркли). Был научным руководителем Константина Ольмезова.
В целях популяризации научных знаний сотрудничает с проектом ПостНаука, выступая там с лекциями по комбинаторной эргодической теории и о теореме Семереди.

## Награды и премии
- Премия им. П. Делиня[13], фонд Бальцана (2007);
- Победитель конкурса Президента РФ для кандидатов наук (2006, 2009)[14][15];
- Почётное званин «Профессор РАН»[1] (2016).

Исследовательская работа неоднократно поддерживалась РФФИ, РНФ и другими грантодателями.